# Brennan Rubie
Brennan Rubie (* 8. April 1991 in Salt Lake City) ist ein ehemaliger US-amerikanischer Skirennläufer. Er fuhr seit 2009 im Nor-Am Cup und startete 2012 erstmals im Weltcup.

## Biografie
Rubie erlernte das Skilaufen im Skigebiet Snowbird in Utah, wo sein Vater Skilehrer war. Er durchlief das Trainingsprogramm der Snowbird Sports Education Foundation und besuchte das Westminster College in seiner Heimatstadt Salt Lake City. Ab dem Winter 2006/2007 nahm Rubie an FIS-Rennen teil, erste Starts in der nordamerikanischen Rennserie Nor-Am Cup folgten im Februar 2009. Nach seiner Aufnahme in den Kader des US-amerikanischen Skiverbandes wurde er für die Juniorenweltmeisterschaften 2011 in Crans-Montana nominiert, wo sein bestes Ergebnis allerdings nur ein 26. Rang im Slalom war. Im Nor-Am Cup hatte er zu diesem Zeitpunkt bereits mehrere Top-10-Platzierungen erreicht. Wenig später folgten die ersten Podestplätze mit Rang drei in der Super-Kombination und Rang zwei im Super-G von Aspen. Nach einer weiteren Saison im Nor-Am Cup kam Rubie am 1. Dezember 2012 erstmals im Weltcup zum Einsatz. Mit Platz 27 im Super-G von Beaver Creek gewann er auf Anhieb Weltcuppunkte. Zwei Wochen später feierte er seine ersten Siege im Nor-Am Cup, als er in Panorama zwei Riesenslaloms und einen Super-G für sich entschied.

## Erfolge

### Weltmeisterschaften
- Vail/Beaver Creek 2015: 26. Riesenslalom
- St. Moritz 2017: 15. Kombination

### Weltcup
- 1 Platzierung unter den besten 20

### Weltcupwertungen
| Saison  | Gesamt | Gesamt | Super-G | Super-G | Riesenslalom | Riesenslalom | Kombination | Kombination |
| Saison  | Platz  | Punkte | Platz   | Punkte  | Platz        | Punkte       | Platz       | Punkte      |
| ------- | ------ | ------ | ------- | ------- | ------------ | ------------ | ----------- | ----------- |
| 2012/13 | 139.   | 4      | 49.     | 4       | –            | –            | –           | –           |
| 2016/17 | 106.   | 31     | –       | –       | 51.          | 7            | 21.         | 24          |

### Nor-Am Cup
- Saison 2010/11: 4. Super-Kombinationswertung, 5. Super-G-Wertung
- Saison 2011/12: 8. Abfahrtswertung
- Saison 2012/13: 5. Riesenslalomwertung
- Saison 2013/14: 9. Gesamtwertung, 2. Riesenslalomwertung
- Saison 2015/16: 5. Gesamtwertung, 1. Riesenslalomwertung, 6. Kombinationswertung, 8. Super-G-Wertung
- 15 Podestplätze, davon 7 Siege:

| Datum             | Ort              | Land   | Disziplin    |
| ----------------- | ---------------- | ------ | ------------ |
| 14. Dezember 2012 | Panorama         | Kanada | Riesenslalom |
| 15. Dezember 2012 | Panorama         | Kanada | Riesenslalom |
| 17. Dezember 2012 | Panorama         | Kanada | Super-G      |
| 3. Februar 2014   | Stowe            | USA    | Riesenslalom |
| 4. Februar 2014   | Stowe            | USA    | Riesenslalom |
| 5. Februar 2016   | Mont Sainte-Anne | Kanada | Riesenslalom |
| 7. Februar 2016   | Mont Sainte-Anne | Kanada | Riesenslalom |

### Juniorenweltmeisterschaften
- Crans-Montana 2011: 26. Slalom, 44. Abfahrt

### Weitere Erfolge
- 4 Siege in FIS-Rennen